# Karl Adolf Schott von Schottenstein
Karl Adolf Schott von Schottenstein (* 17. Januar 1723; † 9. November 1786 in Osterode in Preußen) war ein königlich-preußischer Generalmajor und Chef eines Infanterie-Regiments.
Schott von Schottensteins Familie kam aus Franken. Seine Eltern waren Albrecht Adolf Schott von Schottenstein (* 27. September 1684), Geheimrat in Hessen-Kassel und Ritter des Falken- und Fidelite-Ordens und Henriette Julia von Lauterbach (* 1699).
Er kam 1740 zum neuerrichteten Infanterie-Regiment Nr. 40 (Sachsen-Eisenach), wurde 1742 Seconde-Lieutenant und 1747 Premier-Lieutenant. Im Jahr 1758 wurde er Stabshauptmann und 1759 wirklicher Hauptmann. Am 20. März 1762 erfolgte die Ernennung zum Major, am 26. Juni 1772 die zum Oberstleutnant und 1776 schließlich zum Oberst. Im Jahr 1778 wurde er Kommandeur im Infanterie-Regiment Nr. 49 (Schwarz). Am 28. Mai 1782 ernannte ihn der König zum Generalmajor und machte ihm zum Chef des Infanterie-Regiments von Buddenbrock, das fortan seinen Namen trug. Im April 1785 wurde er auf eigenen Wunsch entlassen und erhielt eine Pension von 1200 Talern. Er starb 1786 in Osterode in Preußen.
Während der Schlesischen Kriege kämpfte er 1744 bei der Belagerung von Prag (1744), Schweidnitz und bei der Peenemünder Schanze ferner in den Schlachten bei Prag, Zorndorf, Kolin und Kay. Er geriet nur bei der Einnahme von Budweis 1744 in österreichische Gefangenschaft.